# زرع قانوني
صاغ مصطلح الزرع القانوني في السبعينيات من قبل الباحث القانوني الأمريكي الإسكتلندي دبليو. «آلان» واتسون للإشارة إلى انتقال قاعدة أو نظام قانوني من دولة إلى أخرى (أ. واتسون، عمليات النقل القانونية: مقاربة للقانون المقارن، إدنبرة، 1974). يعتمد مفهوم الزرع القانوني على الانتشار، ووفقًا لهذا المفهوم تحدث معظم التغييرات في معظم النظم القانونية نتيجة للاقتراض. كما هو موضح من قبل واتسون، فإن الزرع هو أكثر مصادر الخصوبة تطويرًا قانونيًا.
عادة ما تكون القوانين مستوحاة من السياسات والتجارب الخارجية. بغض النظر عن الخطابات الأكاديمية حول ما إذا كانت عمليات الزراعة القانونية مستدامة كمفهوم في النظرية القانونية، فهي ممارسة شائعة. ومع ذلك، فإن درجة إلهام القوانين الجديدة من الأمثلة الأجنبية يمكن أن تختلف. من الانتقادات المتكررة والمبررة في كثير من الأحيان أن القوانين المستوردة غير مناسبة لسياق محلي معين.
قام الفقيه الألماني فريدريش كارل فون سافيني ومدرسته الفقهية التاريخية، المستوحاة من الرومانسية في القرن التاسع عشر، بترويج أصول الشعب الألماني وروحهم المميزة، أو فولكسجيست («روح الشعب»). أعربت مدرسة Savigny للفكر القانوني عن الحاجة إلى تغيير قانوني لاحترام استمرارية Volksgeist التي تقدم مفهومًا ما قبل الداروينية للتطور القانوني. ومع ذلك، لم يترك مفهوم التطور القانوني هذا مساحة كبيرة لمفاهيم مثل عمليات الزرع القانونية ونشر القانون. في الآونة الأخيرة، يعتبر بيير ليجراند أحد أقوى المعارضين لعمليات زرع الأعضاء القانونية.
اليوم، غالبًا ما يتم ذكر عمليات الزراعة القانونية في العملية الأوسع لنشر القانون أو التثاقف القانوني. جي دبليو يرجع الفضل إلى باول في صياغة كلمة «التثاقف»، حيث تم استخدامها أولاً في تقرير عام 1880 من قبل مكتب الولايات المتحدة للإثنوغرافيا الأمريكية. وأوضح أن هذا المصطلح يشير إلى التغيرات النفسية التي يسببها التقليد عبر الثقافات. في سياق أوسع، يتم تطبيق هذه الفكرة من قبل العديد من العلماء المعاصرين المطبقين على الفكر القانوني. إن نشر القانون هو عملية تغيير قانوني في عصر العولمة اليوم. تعتبر الدراسات حول نشر القانون مجالًا جديدًا للبحث في القرن الحادي والعشرين.